# Världsmästerskapet i rugby league för herrar
Världsmästerskapet i rugby league för herrar  hade premiär 1954, och var det första världsmästerskapet i någon rugbyvariant. Idén föreslogs av fransmännen under 1930-talet, och återigen 1951.

## Turneringar
| År                 | Spelplats(er)                     | Lag |                | Final result | Final result   | Final result                                |        | Finaldetaljer | Finaldetaljer |
| År                 | Spelplats(er)                     | Lag | Etta           | Resultat     | Tvåa           | Arena                                       | Publik |               |               |
| 1954 Detaljer      | Frankrike                         | 4   | Storbritannien | 16 - 12      | Frankrike      | Parc des Princes, Paris                     | 30 368 |               |               |
| 1957 Detaljer      | Australien                        | 4   | Australien     | Seriespel    | Storbritannien | N/A                                         | N/A    |               |               |
| 1960 Detaljer      | Storbritannien                    | 4   | Storbritannien | Seriespel    | Australien     | N/A                                         | N/A    |               |               |
| 1968 Detaljer      | Australien och Nya Zeeland        | 4   | Australien     | 20 - 2       | Frankrike      | Sydney Cricket Ground, Sydney, Nya Sydwales | 54 290 |               |               |
| 1970 Detaljer      | Storbritannien                    | 4   | Australien     | 12 - 7       | Storbritannien | Headingley, Leeds, England                  | 18 776 |               |               |
| 1972 Detaljer      | Frankrike                         | 4   | Storbritannien | 10 - 10      | Australien     | Stade de Gerland, Lyon                      | 4 500  |               |               |
| 1975 Detaljer      | Hemma-borta                       | 5   | Australien     | 25-0         | England        | Headingley, Leeds, England                  | 7 680  |               |               |
| 1977 Detaljer      | Australien och Nya Zeeland        | 4   | Australien     | 13 - 12      | Storbritannien | Sydney Cricket Ground, Sydney, Nya Sydwales | 24 457 |               |               |
| 1985–1988 Detaljer | Hemma-borta                       | 5   | Australien     | 25 - 12      | Nya Zeeland    | Eden Park, Auckland                         | 47 363 |               |               |
| 1989–1992 Detaljer | Hemma-borta                       | 5   | Australien     | 10 - 6       | Storbritannien | Wembley Stadium, London, England            | 73 631 |               |               |
| 1995 Detaljer      | Storbritannien                    | 10  | Australien     | 16 - 8       | England        | Wembley Stadium, London, England            | 66 540 |               |               |
| 2000 Detaljer      | Storbritannien och Frankrike      | 16  | Australien     | 40 - 12      | Nya Zeeland    | Old Trafford, Manchester, England           | 44 29  |               |               |
| 2008 Detaljer      | Australien                        | 10  | Nya Zeeland    | 34 - 20      | Australien     | Lang Park, Brisbane, Queensland             | 50 599 |               |               |
| 2013 Detaljer      | England och Wales, Storbritannien | 14  | Australien     | 34 - 2       | Nya Zeeland    | Old Trafford, Manchester, England           | 74 468 |               |               |
| 2017 Detaljer      | Australien och Nya Zeeland        |     |                |              |                |                                             |        |               |               |

### Fotnoter
1. ↑  Folkard, 2003: 337
2. ↑  Richard William Cox, Wray Vamplew, Grant Jarvie (2000). Encyclopedia of British Sport. UK: ABC-CLIO. sid. 426. http://books.google.co.nz/books?ei=nP7IUoe7NMH4kAX_0ICwAw&id=JWQTAQAAIAAJ&dq=%22rugby+league+world+cup%22
3. 1 2 3 4 5 6  McCann, 2006: 83
4. ↑  England to face Australia in group stage of 2013 World Cup The Guardian, 30 november 2010